# Ron Bartlett
Ronald „Ron“ Bartlett ist ein Tontechniker, der seit Beginn seiner Karriere Anfang der 1980er Jahre an mehr als 160 Film- und Fernsehproduktionen beteiligt war. Im Jahr 2022 wurde er für seine Arbeit an dem Film Dune für den Oscar in der Kategorie Bester Ton ausgezeichnet. Für die Fortsetzung Dune: Part Two erhielt er in derselben Kategorie erneut den Oscar.

## Filmographie

### 1980er Jahre
- 1982: Blade Runner
- 1985: Camorra
- 1985: Invasion U.S.A.
- 1986: Quatermain II – Auf der Suche nach der geheimnisvollen Stadt (Allan Quatermain and the Lost City of Gold)
- 1986: Texas Chainsaw Massacre 2 (The Texas Chainsaw Massacre Part 2)
- 1986: Invasion vom Mars
- 1986: Im Fadenkreuz – Allein gegen alle (Behind Enemy Lines)
- 1986: Delta Force (The Delta Force)
- 1987: The Price of Life (Kurzfilm)
- 1987: Cold Steel
- 1987: Shy People – Bedrohliches Schweigen (Shy People)
- 1987: The Hanoi Hilton
- 1988: Der Preis der Gefühle (The Good Mother)
- 1988: Der Affe im Menschen (Monkey Shines)
- 1988: Stirb langsam (Die Hard)
- 1988: Poltergeist III – Die dunkle Seite des Bösen (Poltergeist III)
- 1988: A Time of Destiny
- 1988: Vision der Dunkelheit
- 1988: Action Jackson
- 1988: Bulletproof – Der Tiger II
- 1989: Dad
- 1989: Drei Betten für einen Junggesellen
- 1989: Die Schattenmacher (Fat Man and Little Boy)
- 1989: Die Killer-Brigade (The Package)
- 1989: Star Trek V: Am Rande des Universums (Star Trek V: The Final Frontier)
- 1989: Meine teuflischen Nachbarn (The ’Burbs)

### 1990er Jahre
- 1990: Predator 2
- 1990: Der Exorzist III (The Exorcist III)
- 1990: Fear
- 1990: Ford Fairlane – Rock’n’ Roll Detective
- 1990: Gremlins 2 – Die Rückkehr der kleinen Monster (Gremlins 2 – The New Batch)
- 1990: Die totale Erinnerung – Total Recall (Total Recall)
- 1990: Das Kindermädchen (The Guardian)
- 1991: Kafka
- 1991: Die Schöne und das Biest (Beauty and the Beast)
- 1991: Getäuscht (Deceived)
- 1991: Ein Deal auf Leben und Tod (Eyes of an Angel)
- 1991: Dice Rules (Dokumentarfilm)
- 1991: Ein ganz normaler Hochzeitstag (Scenes from a Mall)
- 1992: Aladdin
- 1992: Basic Instinct
- 1992: Fäuste – Du mußt um Dein Recht kämpfen (Gladiator)
- 1992: Reservoir Dogs – Wilde Hunde (Reservoir Dogs)
- 1993: Painted Desert
- 1993: The Discoverers (Kurzfilm)
- 1993: Untitled Portrait
- 1993: Love Matters (Fernsehfilm)
- 1993: Lush Life (Fernsehfilm)
- 1993: Suture
- 1993: Harte Ziele (Hard Target)
- 1993: König der Murmelspieler (King of the Hill)
- 1993: Der Unbesiegbare – Best of the Best (Best of the Best II)
- 1994: Die Mächte des Wahnsinns (John Carpenter’s In the Mouth of Madness)
- 1994: Flintstones – Die Familie Feuerstein (Flintstones)
- 1994: Rampo
- 1994: Fresh
- 1995: Heat
- 1995: T-Rex (Theodore Rex)
- 1995: Fluke
- 1995: Das Dorf der Verdammten (John Carpenter’s Village of the Damned)
- 1995: Mein Partner mit der heißen Braut (For Better or Worse)
- 1995: Wunderwelt der Meere (The Living Sea, Dokumentar-Kurzfilm)
- 1996: Rendezvous mit einem Engel (The Preacher’s Wife)
- 1996: Jahre der Zärtlichkeit – Die Geschichte geht weiter (The Evening Star)
- 1996: Die Kammer (The Chamber)
- 1996: Flucht aus L.A. (John Carpenter’s Escape from L.A.)
- 1996: Harriet, die kleine Detektivin (Harriet the Spy)
- 1996: Marvin der Marsmensch in der Dritten Dimension (Marvin the Martian in the Third Dimension, Kurzfilm)
- 1996: Mission: Impossible
- 1996: Hype! (Dokumentarfilm)
- 1997: Besser geht’s nicht (As Good as It Gets)
- 1997: Der Schakal (The Jackal)
- 1997: Das fünfte Element (The Fifth Element)
- 1997: Dante’s Peak
- 1998: Rendezvous mit Joe Black (Meet Joe Black)
- 1998: Small Soldiers
- 1998: Sechs Tage, sieben Nächte (Six Days Seven Nights)
- 1998: Lost in Space
- 1999: Makellos (Flawless)
- 1999: Begegnung des Schicksals (Random Hearts)
- 1999: Tarzan
- 1999: 8mm – Acht Millimeter (8 mm)
- 1999: American Pimp (Dokumentarfilm)

### 2000er Jahre
- 2000: Red Planet
- 2000: Die WonderBoys (Wonder Boys)
- 2001: Sag’ kein Wort (Don’t Say a Word)
- 2001: Passwort: Swordfish (Swordfish)
- 2001: Just Visiting
- 2001: Driven
- 2002: 8 Mile
- 2002: S1m0ne
- 2002: Tötet Smoochy (Death to Smoochy)
- 2002: The Salton Sea
- 2003: Gothika
- 2003: Bärenbrüder (Brother Bear)
- 2003: Eloise im Plaza-Hotel (Eloise at the Plaza, Fernsehfilm)
- 2003: Malibu’s Most Wanted
- 2003: Born 2 Die (Cradle 2 the Grave)
- 2003: Confidence
- 2004: Cinderella Story (A Cinderella Story)
- 2004: Bobby Jones – Die Golflegende (Bobby Jones: Stroke of Genius)
- 2004: Alice Paul – Der Weg ins Licht (Iron Jawed Angels, Fernsehfilm)
- 2005: Serenity – Flucht in neue Welten (Serenity)
- 2005: Im Rennstall ist das Zebra los (Racing Stripes)
- 2006: Sie waren Helden (We Are Marshall)
- 2006: Idlewild
- 2006: Superman Returns
- 2006: Das Haus am See (The Lake House)
- 2006: ATL (sound re-recording mixer)
- 2007: Aliens vs. Predator 2 (Aliens vs. Predator: Requiem)
- 2007: Die Ermordung des Jesse James durch den Feigling Robert Ford (The Assassination of Jesse James by the Coward Robert Ford)
- 2007: Balls of Fury
- 2007: Hairspray
- 2007: Nancy Drew – Girl Detective (Nancy Drew)
- 2007: 11th Hour – 5 vor 12 (The 11th Hour, Dokumentarfilm)
- 2007: Charlie Bartlett
- 2007: Teenage Mutant Ninja Turtles
- 2007: Hard Four (Schauspieler)
- 2008: Der Ja-Sager (Yes Man)
- 2008: Max Payne
- 2008: Rock N Rolla (RocknRolla)
- 2008: Tropic Thunder
- 2008: Visual Acoustics (Dokumentarfilm)
- 2008: Ein Schatz zum Verlieben (Fool’s Gold)
- 2009: Sherlock Holmes
- 2009: Fame
- 2009: Orphan – Das Waisenkind (Orphan)
- 2009: Terminator: Die Erlösung (Terminator Salvation)

### 2010er Jahre
- 2010: Stichtag (Due Date)
- 2010: So spielt das Leben (Life as We Know It)
- 2010: The Way Back – Der lange Weg (The Way Back)
- 2010: Valentinstag (Valentine’s Day)
- 2011: Wir kaufen einen Zoo (We Bought a Zoo)
- 2011: Pearl Jam Twenty (Dokumentarfilm)
- 2011: 30 Minuten oder weniger (30 Minutes or Less)
- 2011: Planet der Affen: Prevolution (Rise of the Planet of the Apes)
- 2011: Crazy, Stupid, Love.
- 2011: Mr. Poppers Pinguine (Mr. Popper’s Penguins)
- 2011: X-Men: Erste Entscheidung (X-Men: First Class)
- 2011: Hangover 2 (The Hangover: Part II)
- 2011: Red Riding Hood – Unter dem Wolfsmond (Red Riding Hood)
- 2012: Hitchcock (sound re-recording mixer)
- 2012: Life of Pi: Schiffbruch mit Tiger (Life of Pi)
- 2012: The Watch – Nachbarn der 3. Art (The Watch)
- 2012: Abraham Lincoln Vampirjäger (Abraham Lincoln: Vampire Hunter)
- 2012: Prometheus – Dunkle Zeichen (Prometheus)
- 2012: The Cabin in the Woods
- 2012: Das gibt Ärger (This Means War)
- 2013: Ender’s Game – Das große Spiel (Ender’s Game)
- 2013: Percy Jackson: Im Bann des Zyklopen (Percy Jackson: Sea of Monsters)
- 2013: Wolverine: Weg des Kriegers (The Wolverine)
- 2013: Prakti.com (The Internship)
- 2013: Stirb langsam – Ein guter Tag zum Sterben (A Good Day to Die Hard)
- 2014: The Gambler
- 2014: Maze Runner – Die Auserwählten im Labyrinth (The Maze Runner)
- 2014: X-Men: Zukunft ist Vergangenheit (X-Men: Days of Future Past)
- 2014: Die Schadenfreundinnen (The Other Woman)
- 2015: Vor ihren Augen (Secret in Their Eyes)
- 2015: Black Mass (sound re-recording mixer)
- 2015: Maze Runner – Die Auserwählten in der Brandwüste (Maze Runner: The Scorch Trials)
- 2015: Miss Bodyguard – In High Heels auf der Flucht (Hot Pursuit)
- 2016: Gods of Egypt
- 2016: The Boss
- 2016: X-Men: Apocalypse
- 2016: Ben Hur
- 2016: Deepwater Horizon
- 2016: Die irre Heldentour des Billy Lynn (Billy Lynn’s Long Halftime Walk)
- 2016: Monster Trucks
- 2017: xXx: Die Rückkehr des Xander Cage (xXx: Return of Xander Cage)
- 2017: Life
- 2017: Abgang mit Stil (Going in Style)
- 2017: Battle of the Sexes – Gegen jede Regel (Battle of the Sexes)
- 2017: Blade Runner 2049
- 2017: Wunder (Wonder)
- 2018: Meg (The Meg)
- 2018: Operation Finale
- 2018: Mein Dinner mit Hérve (My Dinner with Hérve)
- 2018: Plötzlich Familie (Instant Family)
- 2018: Robin Hood
- 2018: The Christmas Chronicles
- 2019: Wir (Us)
- 2019: The Pink Chateau
- 2019: Gemini Man
- 2019: Togo

### 2020er Jahre
- 2021: Chaos Walking
- 2021: The Dark Side
- 2021: Cruella
- 2021: Jungle Cruise
- 2021: Sweet Girl
- 2021: King Richard
- 2021: Dune